# Демяница (хижа)
Вижте пояснителната страница за други значения на Демяница.
Хижа „Демяница“ се намира в Пирин планина.

## Описание и история
Разположена е над слива на реките Василашка, Демяница (Валявица) и Газейска, на 1891 метра надморска височина. Представлява масивна двуетажна сграда с мансарден етаж и капацитет 175 места, 14 прилежащи бунгала с капацитет 42 места, общо – 217 места. В хижата има работещи ресторант и бюфет. В отделни постройки са разположени туристическа кухня, павилион, санитарен възел с баня и бойлер на твърдо гориво, тоалетна. Хижата разполага със собствен водноелектрически генератор и източник на прясна питейна вода.
Хижа „Демяница“ е построена от туристическо дружество „Елтепе“, Банско на общинска земя, подарена на дружеството. Осветена и открита е на 21 август 1932 г. Изграждането е по план на архитектите Генчо Скордев и Елена Варакаджиева-Скордева и е струвало 75 000 лева. Хижата е разширявана през 1954 и 1966 г. Стопанисва се от туристическо дружество „Вихрен“, Банско, стопанин – Георги Гемков .

## Туристически маршрути
Основният подход към х. „Демяница“ е по маркирана горска пътека с изходен пункт гр. Банско и продължителност на прехода 4 часа. Пътеката подсича лавиноопасни склонове в района на Демянишка поляна и при местността Рошков гроб, които трябва да се вземат под внимание при зимни преходи.
През х. Демяница минават следните маркирани маршрути:
- х. „Демяница“ – х. „Безбог“ – 4.30 часа, жълта маркировка
- х. „Демяница“ – х. „Вихрен“ – 4.30 часа, зелена маркировка
- х. „Демяница“ – з. „Тевно езеро“ – 3.00 часа, синя маркировка

Хижата е удобна изходна точка за кратки дневни излети до следните пирински забележителности:
- Василашки езера – 1.00 час по зелената маркировка към х. „Вихрен“
- Тодорини езера – 1.40 часа по зелената маркировка към х. „Вихрен“
- Валявишки езера – 1.30 часа по жълтата маркировка към х. „Безбог“
- Превалски езера – 2.00 часа по синята маркировка към з. „Тевно езеро“
- Газейски езера – 1.30 часа по западния склона на в. Газей, покрай река Газейска
- връх Голяма Тодорка – 2.00 часа по зелената маркировка към х. „Вихрен“
- връх Голям Типик – 2.00 часа по синята маркировка към з. „Тевно езеро“